# بوگلویوبوفکا (شهرستان استرلیتاماکسکی، باشقیرستان)
بوگلویوبوفکا (انگلیسی: Bogolyubovka, Sterlitamaksky District, Republic of Bashkortostan) یک شهرک در شهرستان استرلیتاماکسکی استان باشقیرستان کشور روسیه است.